# Recife Wachusett

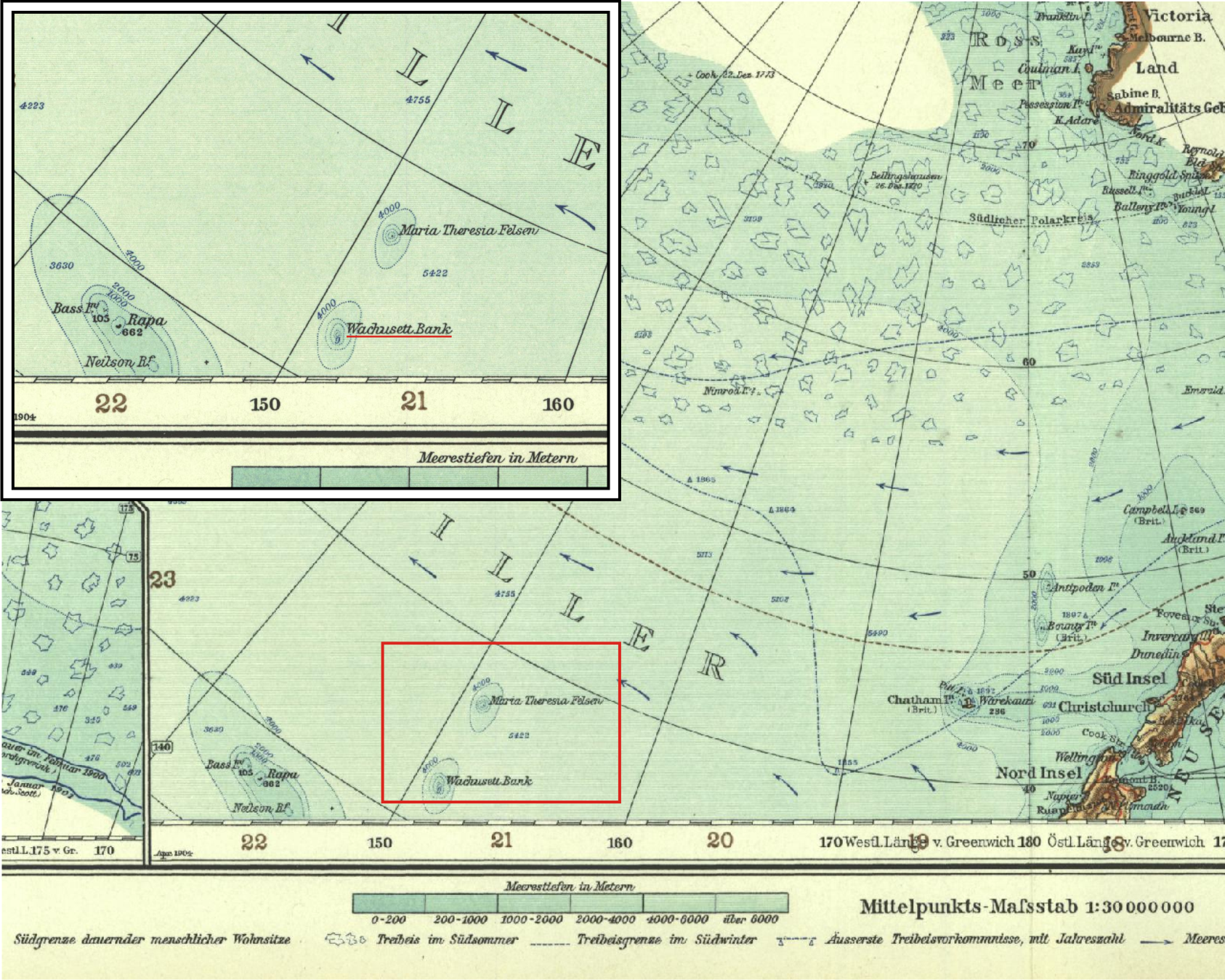
Recife Wachusett como "Wachusett Bank" no mapa de 1904 da Antártica.

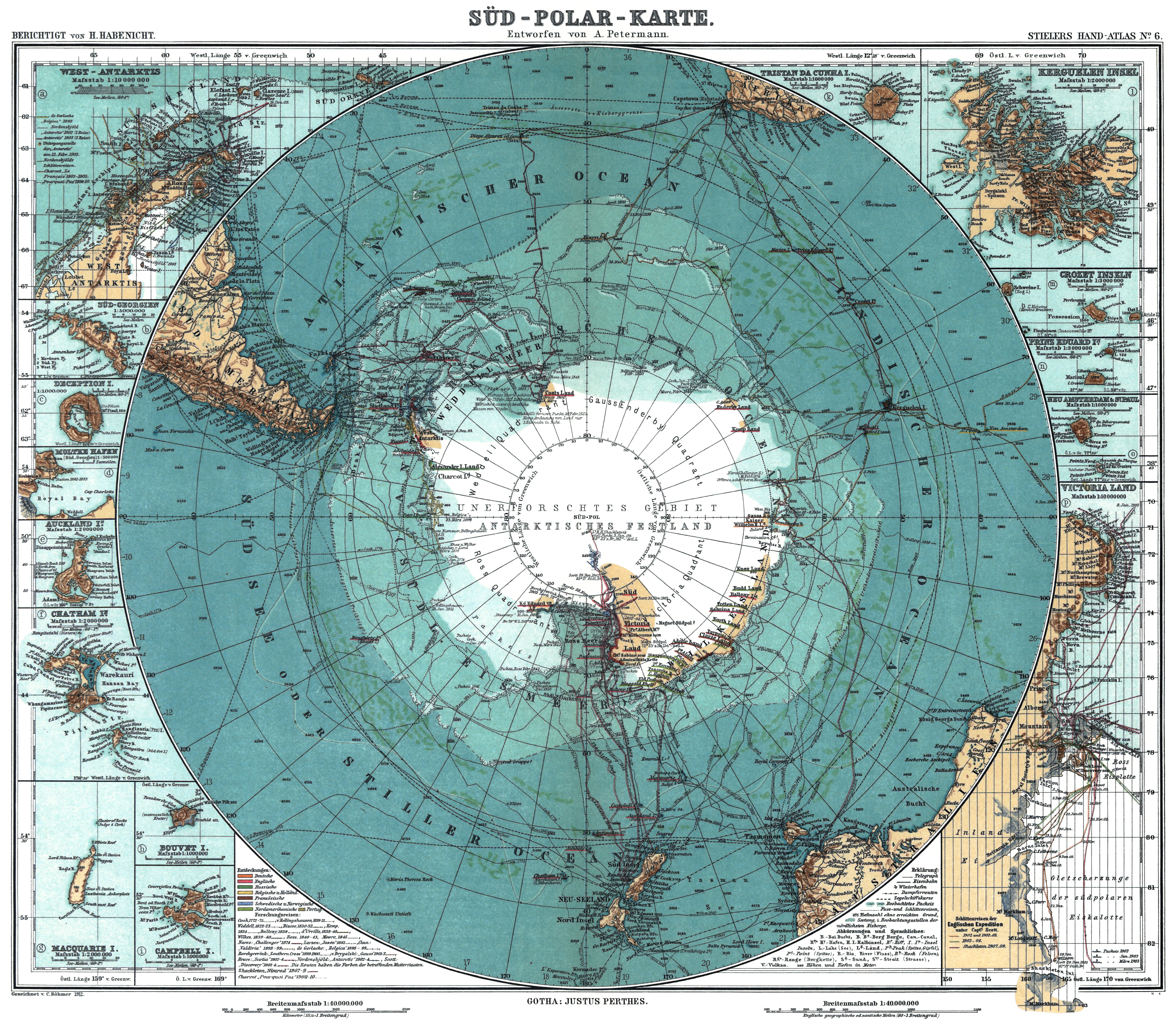
Mapa histórico da Antártida de 1912, com "Wachusett Untiefe".

Recife Wachusett é um suposto recife no Pacífico Sul (sul das ilhas Tuamotu e leste da Nova Zelândia); foi relatado pelo capitão Lambert do navio Wachusett em 4 de junho de 1899, ele passou sobre um recife que se parecia ser de formação de corais aproximadamente em 32° 18′ S, 151° 08′ O. O recife parecia ter cerca de 152 metros de largura. O fundo apresentou uma cor cinza escuro com azul profundo em ambos os lados do recife. A profundidade foi estimada em 5 a 6 braças; Infelizmente, nenhuma sondagem foi feita.
Na edição da National Geographic Atlas of the World de 2005 ainda mostra o Recife Wachusett, com uma profundidade de 9 metros. No entanto, a sua existência é duvidosa.
Outros recifes nas proximidades historicamente relatados que parecem não existir incluem o Recife Ernest‑Legouvé, Recife de Júpiter e o Recife de Maria Teresa.